# Geografía de la República Checa

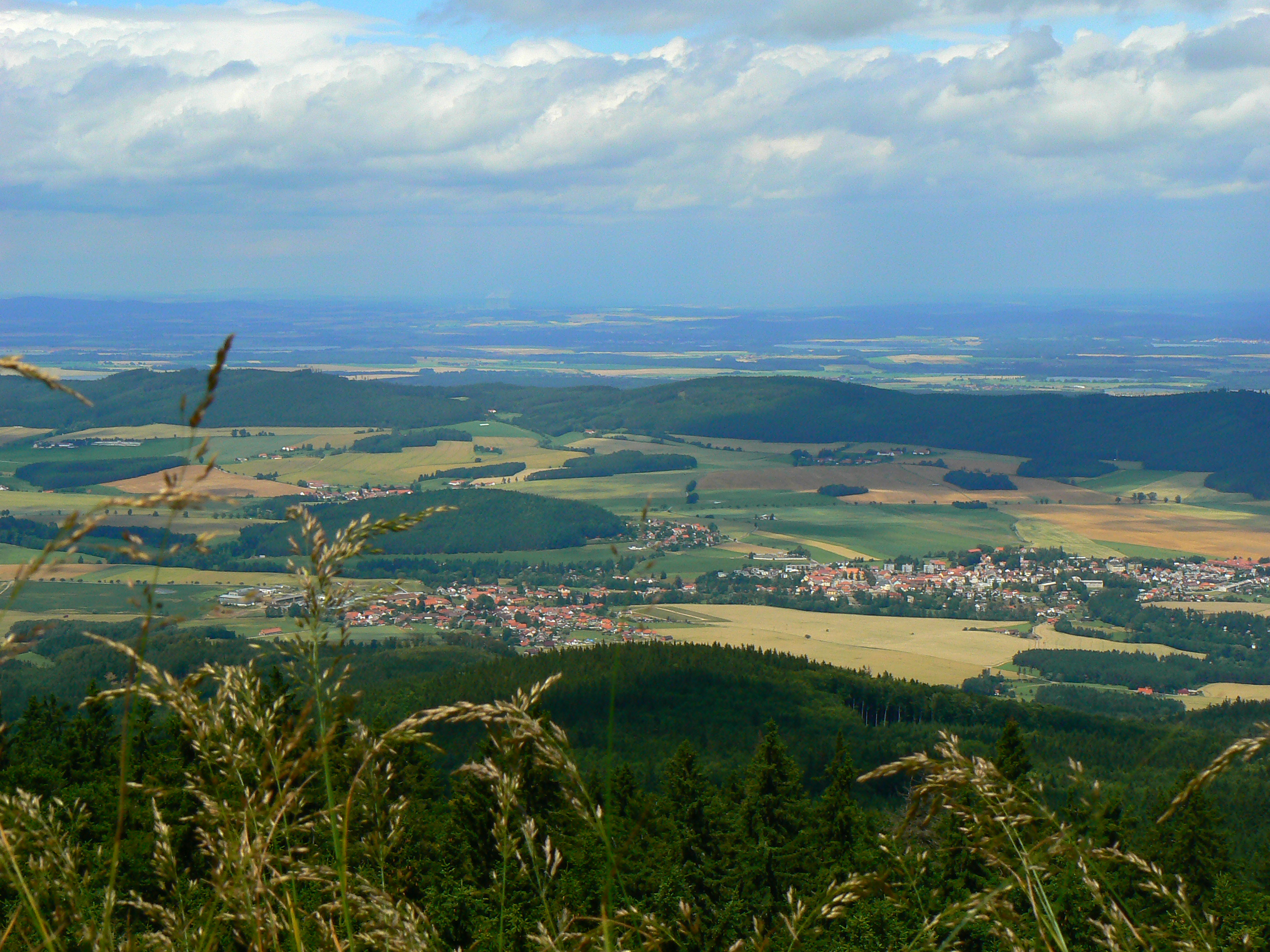
Vista desde la torre en lo alto de la montaña Kleť.

 La República Checa (nombre local, Česká Republika) es un estado de Europa central, al sur de Alemania y Polonia. Limita también con Austria y Eslovaquia.

## Geografía física
Está formada por las regiones tradicionales de Bohemia y Moravia. Tiene una superficie de 78.866 km², comparable con la de Portugal, Austria o Irlanda. País sin litoral, se encuentra estratégicamente ubicado sobre algunas de las rutas terrestres más antiguas y significativas de Europa.

### Relieve
El paisaje de la República Checa es variado; Bohemia, al oeste, consiste en una cuenca, drenada por el río Elba y el río Moldava y rodeada de montes bajos, donde se halla el punto más alto del país, monte Sněžka que llega a los 1.601 m s. n. m. y se encuentra en los montes Gigantes. Se habla del cuadrilátero de Bohemia en referencia a esta altiplanicie rodeada de montañas: montes Sudetes, montes Metálicos , montes Gigantes (Riesen Gebirge) y la selva de Bohemia, que formaban históricamente la frontera natural de los llamados Países Checos. En checo los nombres de estas montañas son: al noreste los Krkonose, Sudetes y Jeseníky; al noroeste, Krusné Hory; al suroeste el Cesky Les y el Sumava. Sólo la frontera sureste del país carece de cadenas montañosas. El punto más bajo es la salida del río Elba del territorio checo.
Moravia, la parte oriental, es también montañosa; está formada por un surco subalpino que se encuentra entre los Cárpatos occidentales al este y las colinas de Moravia al oeste, que es lo que la separa de Bohemia. La Puerta Morava (en checo, Moravská brána) es un corredor militar tradicional entre la llanura norteuropea y el Danubio en Europa central. Se trata de un rasgo geomorfológico en la región morava de la República Checa formada por la depresión entre las montañas de los Cárpatos en el este y los Sudetes en el oeste. Lo recorre el drenaje entre el río Oder superior y el mar Báltico en el norte y el río Bečva de la cuenca del Danubio.

### Ríos y lagos
Los principales ríos de República Checa son el Elba y sus afluentes el Moldava (Moldau) y el Ohre; el Morava, con sus numerosos afluentes, drena Moravia. Estos cursos de agua de la República Checa fluyen a tres mares distintos: el Mar del Norte, el Mar Báltico y el Mar Negro. Al Elba y de ahí al mar del Norte van el Elba (Labe), el Ohře, el Teplá y el Vltava. El Oder pasa por la cuenca a la que da su nombre y que acaba en el Báltico. La cuenca del Morava va al mar Negro, y sus cursos más destacados son el Morava y el Regen o Řezná.

### Clima
La República Checa tiene un clima continental templado, con veranos relativamente cálidos e inviernos fríos, nublados y con nieve. El clima continental es extremado en Bohemia y templado en Moravia.

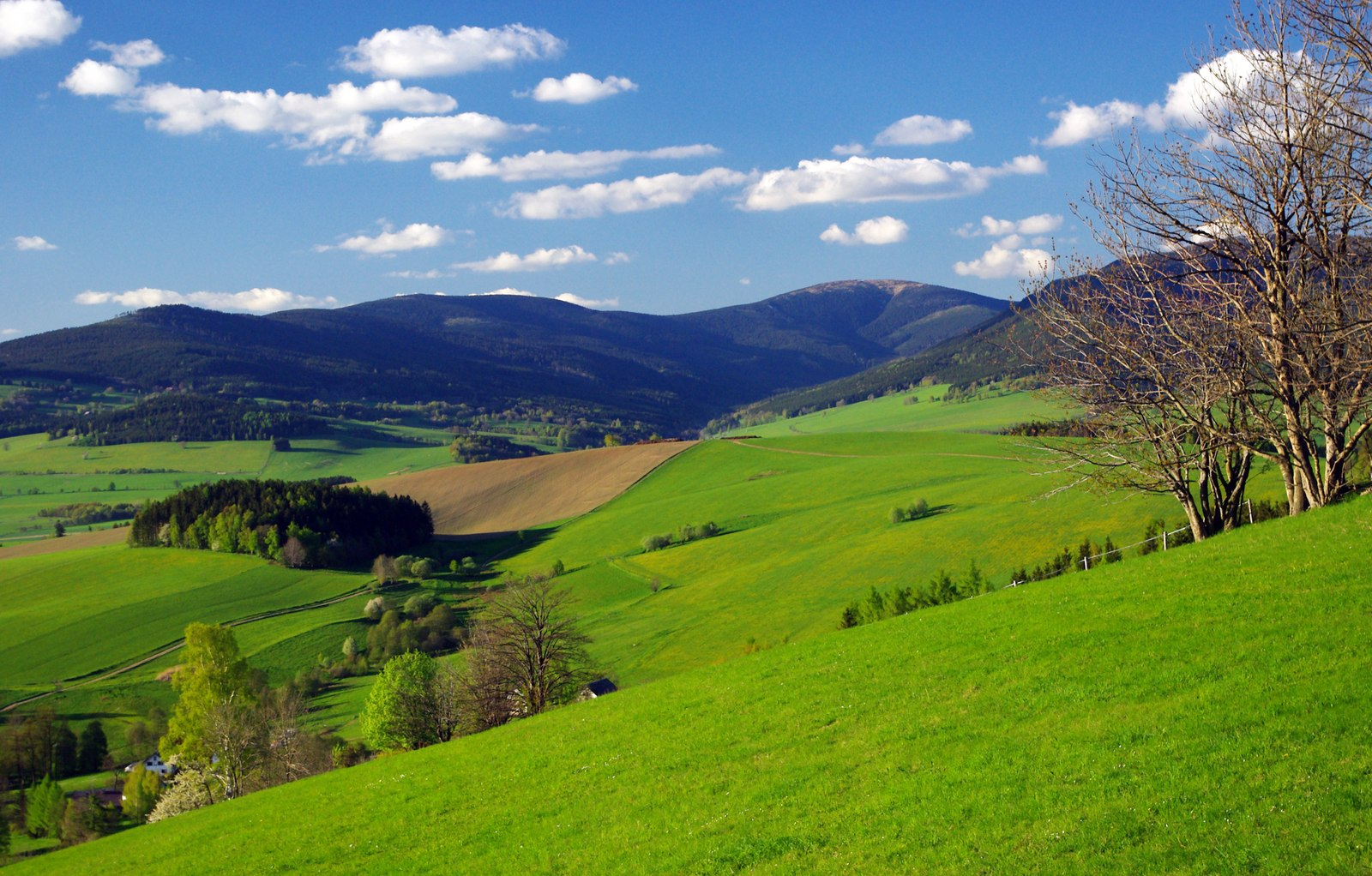
Colinas onduladas de Králický Sněžník

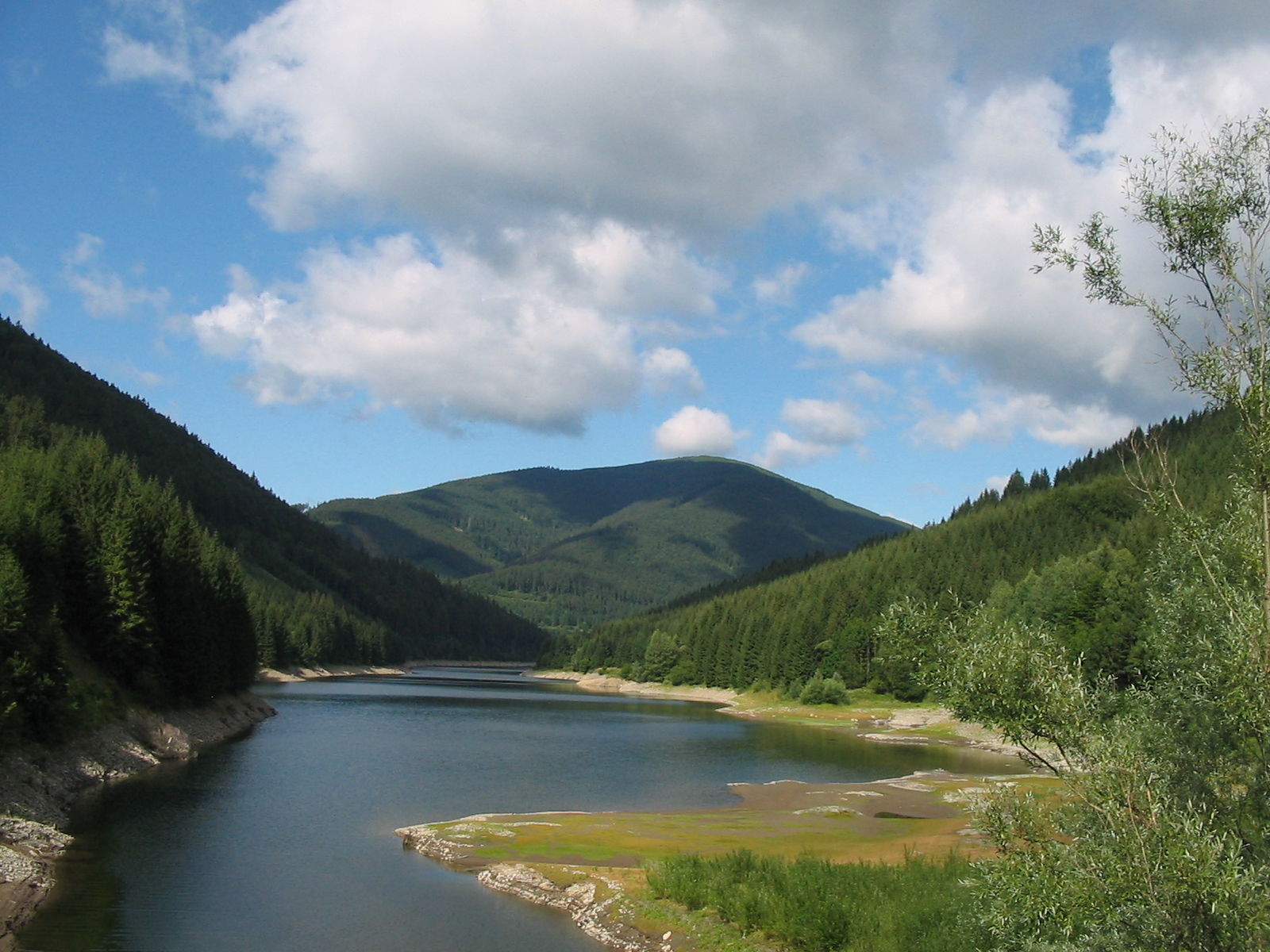
Presa de Šance, parte de los Beskides moravo-silesios.

La mayor parte de la lluvia cae durante el verano. La diferencia de temperatura entre verano e invierno es relativamente alto, debido a su posición geográfica sin salida al mar.
En la República Checa, las temperaturas varían enormemente, dependiendo de la altitud. En general, a altitudes más elevadas, las temperaturas bajan y las precipitaciones se incrementan. La zona más húmeda en la República Checa se encuentra alrededor de Bílý Potok en las montañas Jizera y la región más seca es el distrito de Louny al noroeste de Praga. Otro factor importante es la distribución de las montañas; por lo tanto, el clima es bastante variado.
En el pico más alto de Sněžka (1.602 m s. n. m.), la temperatura media es sólo -0,4 °C, mientras en las llanuras de la región de Moravia Meridional, la temperatura media llega hasta 9 °C. La capital del país, Praga, tiene una temperatura media similar, aunque esto está influido por factores urbanos.
El mes más frío es normalmente enero, seguido por febrero y diciembre. Durante estos meses, hay normalmente nieve en las montañas y a veces en las principales ciudades y en la llanura. Durante marzo, abril y mayo, la temperatura usualmente se incrementa rápidamente, especialmente durante abril, cuando la temperatura y el tiempo tiende a variar ampliamente a lo largo del día. La primavera también se caracteriza por altos niveles de agua, debido al deshielo de la nieve con inundaciones ocasionales.
El mes más cálido del año es julio, seguido por agosto y junio. De media, las temperaturas en verano son alrededor de veinte grados más altas que durante el invierno. El verano también se caracteriza por lluvia y tormentas.
El otoño generalmente comienza en septiembre, que es todavía relativamente cálido y seco. En octubre, las temperaturas usualmente caen por debajo de 15 y 10 °C y los árboles caducifolios comienzan a perder sus hojas. A finales de noviembre, las temperaturas usualmente están alrededor del punto de congelación.
| Parámetros climáticos promedio de Praga, capital de la República Checa | Parámetros climáticos promedio de Praga, capital de la República Checa | Parámetros climáticos promedio de Praga, capital de la República Checa | Parámetros climáticos promedio de Praga, capital de la República Checa | Parámetros climáticos promedio de Praga, capital de la República Checa | Parámetros climáticos promedio de Praga, capital de la República Checa | Parámetros climáticos promedio de Praga, capital de la República Checa | Parámetros climáticos promedio de Praga, capital de la República Checa | Parámetros climáticos promedio de Praga, capital de la República Checa | Parámetros climáticos promedio de Praga, capital de la República Checa | Parámetros climáticos promedio de Praga, capital de la República Checa | Parámetros climáticos promedio de Praga, capital de la República Checa | Parámetros climáticos promedio de Praga, capital de la República Checa | Parámetros climáticos promedio de Praga, capital de la República Checa |
| Mes                                                                    | Ene.                                                                   | Feb.                                                                   | Mar.                                                                   | Abr.                                                                   | May.                                                                   | Jun.                                                                   | Jul.                                                                   | Ago.                                                                   | Sep.                                                                   | Oct.                                                                   | Nov.                                                                   | Dic.                                                                   | Anual                                                                  |
| ---------------------------------------------------------------------- | ---------------------------------------------------------------------- | ---------------------------------------------------------------------- | ---------------------------------------------------------------------- | ---------------------------------------------------------------------- | ---------------------------------------------------------------------- | ---------------------------------------------------------------------- | ---------------------------------------------------------------------- | ---------------------------------------------------------------------- | ---------------------------------------------------------------------- | ---------------------------------------------------------------------- | ---------------------------------------------------------------------- | ---------------------------------------------------------------------- | ---------------------------------------------------------------------- |
| Temp. máx. media (°C)                                                  | 0.4                                                                    | 2.7                                                                    | 7.7                                                                    | 13.3                                                                   | 18.3                                                                   | 21.4                                                                   | 23.3                                                                   | 23.0                                                                   | 19.0                                                                   | 13.1                                                                   | 6.0                                                                    | 2.0                                                                    | 12.5                                                                   |
| Temp. mín. media (°C)                                                  | -5.4                                                                   | -4.0                                                                   | -1.0                                                                   | 2.6                                                                    | 7.1                                                                    | 10.5                                                                   | 11.9                                                                   | 11.7                                                                   | 8.7                                                                    | 4.3                                                                    | 0.2                                                                    | -3.3                                                                   | 3.6                                                                    |
| Precipitación total (mm)                                               | 23.5                                                                   | 22.6                                                                   | 28.1                                                                   | 38.2                                                                   | 77.2                                                                   | 72.7                                                                   | 66.2                                                                   | 69.6                                                                   | 40.0                                                                   | 30.5                                                                   | 31.9                                                                   | 25.3                                                                   | 525.8                                                                  |
| Días de precipitaciones (≥ 1 mm)                                       | 6.8                                                                    | 5.6                                                                    | 6.2                                                                    | 7.3                                                                    | 9.8                                                                    | 10.3                                                                   | 9.1                                                                    | 8.8                                                                    | 7.0                                                                    | 5.5                                                                    | 7.0                                                                    | 6.8                                                                    | 90.2                                                                   |
| Fuente: World Weather Information "Prague" 8 de julio de 2010          |                                                                        |                                                                        |                                                                        |                                                                        |                                                                        |                                                                        |                                                                        |                                                                        |                                                                        |                                                                        |                                                                        |                                                                        |                                                                        |

### Medio ambiente
La vegetación natural está formada por extensas praderías y bosques, especialmente de coníferas. El bioma dominante es el bosque templado de frondosas, aunque también está presente el bosque templado de coníferas en los Cárpatos. WWF divide el territorio de la República Checa entre cuatro ecorregiones:
- Bosque de frondosas de Europa occidental, en las tierras altas del oeste
- Bosque mixto de Panonia, en el sureste
- Bosque montano de los Cárpatos, en el extremo este
- Bosque mixto de Europa central, en el resto del país.

Conforme a la normativa de la Unión Europea, el territorio de este país se divide en dos regiones biogeográficas: continental y panónica. Cuenta con seis reservas de la biosfera: Krivoklátsko, cuenca de Trebon, Morava inferior, Sumava, Bílé Karpathy y Krkonose. 54.681 hectáreas están protegidas como humedales de importancia internacional al amparo del Convenio de Ramsar, en total, 12 sitios Ramsar. Tiene cuatro parques nacionales, Podyji, Šumava, Krkonoše y České Švýcarsko.
El principal riesgo natural son las inundaciones. Las preocupaciones medioambientales son la contaminación atmosférica y del agua en regiones del noroeste de Bohemia y Moravia septentrional alrededor de Ostrava presentan riesgos para la salud; la lluvia ácida dañan los bosques; los esfuerzos para adecuar la industria a los códigos de la Unión Europea deberían mejorar la contaminación doméstica.

## Geografía humana

La república checa, su ubicación en la Europa central y las principales poblaciones.

Este país tiene una población de 10.211.905 habitantes (est. julio de 2009). Su densidad demográfica es de 129,48 habitantes por kilómetro cuadrado. El 73 % vive en zonas urbanas (2008).
Según el censo de 2001, el principal grupo étnico son los checos 90,4 %, luego hay moravos 3,7 %, eslovacos 1,9 % y otros 4 %. El idioma más hablado es el checo 94,9 %, pero también hay minorías que hablan eslovaco 2 % y otros 2,3 %, sin identificar 0,8 %. Hay un 26,8 % de católicos, 2,1 % de protestantes, sin especificar 8,8 %, sin significarse 59 %.
La capital del país es Praga (1,188.126 hab., 2006), a su vez capital de la región histórica de Bohemia. Otras poblaciones importantes son Brno (388.000 hab.), Ostrava (326.303 hab., 1994), Pilsen (165.000 hab.), Ústí nad Labem (casi 100.000 hab.) y Ceské Budejovice (94.622 hab., 2005). Famosa es la ciudad balnearia de Karlovy Vary (51.537 hab., 2005), también conocida por su nombre alemán Karlsbad.
El país está dividido en 13 regiones (kraje, singular - kraj) y Praga (Praha), una ciudad capital (hlavni mesto): Bohemia meridional (Jihocesky), Moravia Meridional (Jihomoravsky), Karlovarsky, Kralovehradecky, Liberecky, Moravia-Silesia (Moravskoslezsky), Olomoucky, Pardubicky, Pilsen (Plzensky), Stredocesky (Bohemia central), Ustecky, Vysocina y Zlinsky.

## Geografía económica

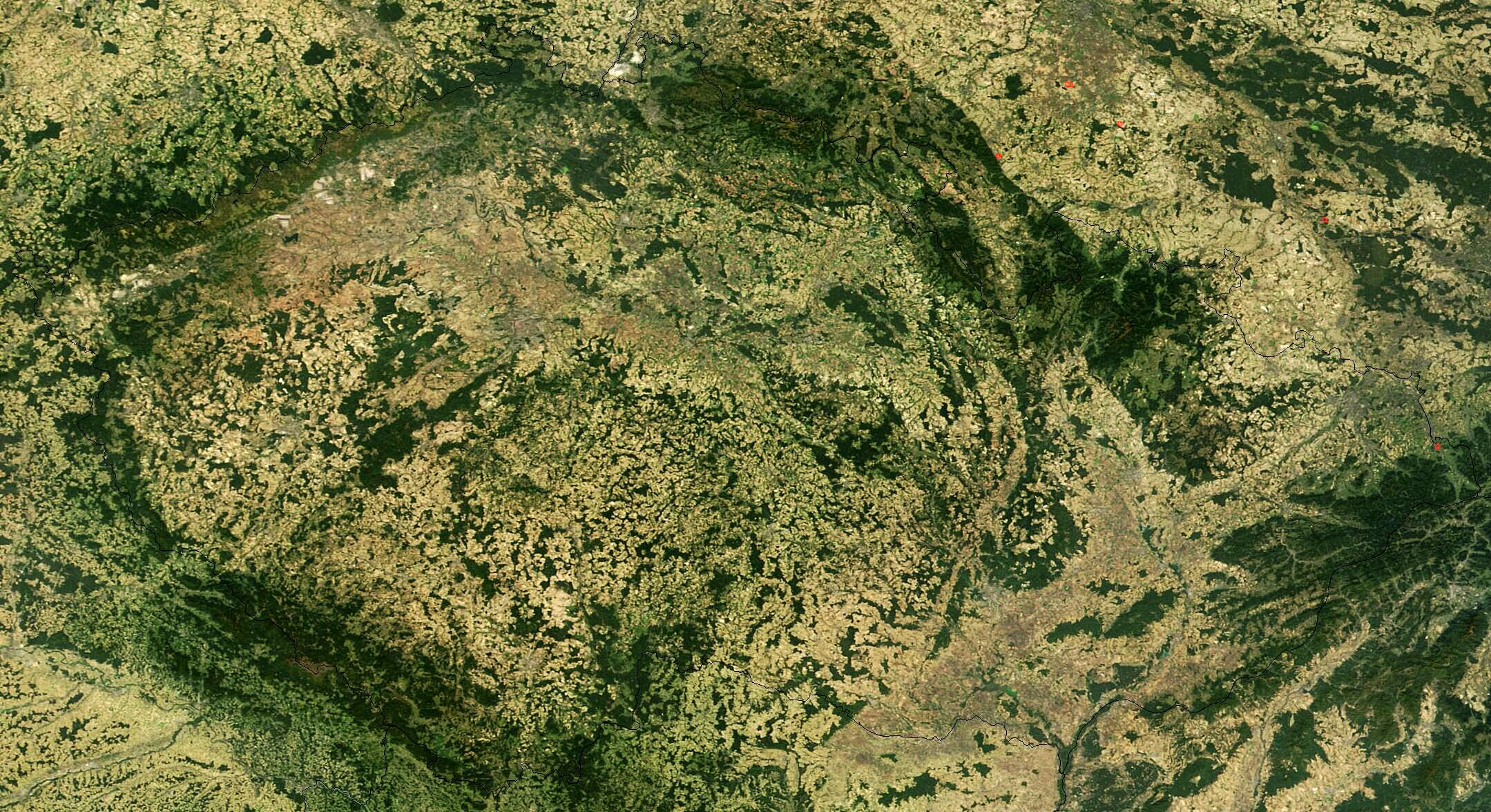
Imagen satelital

El país posee pocos recursos naturales: antracita, carbón mineral, caolín, arcilla, grafito y madera y depende de los recursos energéticos y de las materias primas externas. En cuanto al uso de la tierra, hay que diferenciar entre la tierra arable, 41%; las cosechas permanentes, 2%; los pastizales permanentes, 11%; bosques y maderas, 34% y otros, 12% (1993 est.). El regadío abarca 240 km² (1993 est. y también en 2005). Los datos para el año 2005 son: tierra arable 38,82%, cosechas permanentes 3% y otros 58,18%.
La composición del PIB por sector es: agricultura 2,8%, industria 35% y servicios 62,3% (est. 2009). La agricultura emplea al 3,6% de la población activa, la industria el 40,2%y los servicios el 56,2% (2007).
Bajo el régimen comunista, la URSS suministraba la mayor parte del gas natural y petróleo a Checoslovaquia. La República Checa es una de las más estables y prósperas de los países postcomunistas de la Europa central y oriental. Mantener un entorno abierto a las inversiones ha sido un elemento clave de la transición de la República Checa desde una economía comunista planificada a una economía de mercado en funcionamiento. Como miembro de la Unión Europea, con una ubicación ventajosa en el centro de Europa, una estructura de coste relativamente baja y una población activa bien cualificada, la República Checa es un destino atractivo para la inversión extranjera. Antes de su ingreso en la Unión Europea en 2004, el gobierno checo armonizó sus leyes y reglamentaciones a las de la Unión Europea. La pequeña economía checa, abierta y dirigida a la exportación, creció más del 6% anualmente en el período 2005-2007 y el fuerte crecimiento económico continuó en los primeros tres trimestres del año 2008. A pesar de la crisis financiera global, el conservador sistema financiero checo ha permanecido relativamente sano, aunque disminuyó su crecimiento económico debido a la bajada en las exportaciones.
Los principales productos agrícolas son: cereales (trigo, cebada, centeno), patatas, remolachas, lúpulo y fruta. La ganadería es principalmente porcina y volatería. En cuanto a los productos industriales, cabe citar: automóviles, metalurgia (en Plzen y Kladno), maquinaria y equipamiento, cristal y armamento.

## Áreas protegidas de la República Checa

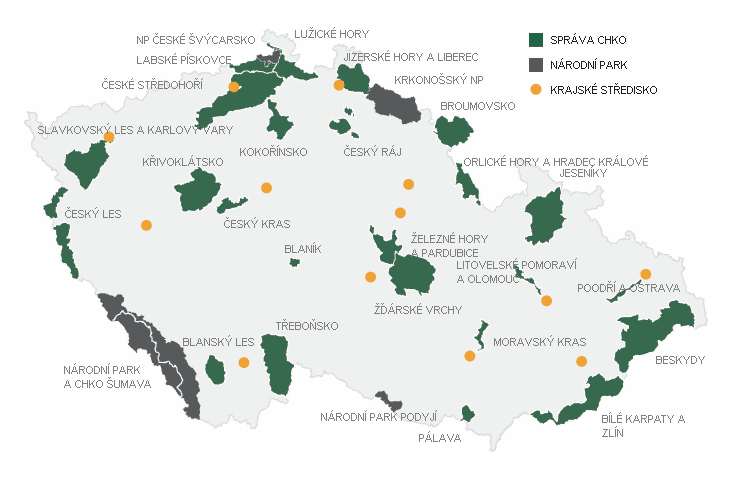
Mapa de áreas protegidas de la República Checa. Parque nacionales en gris y paisajes protegidos en verde.

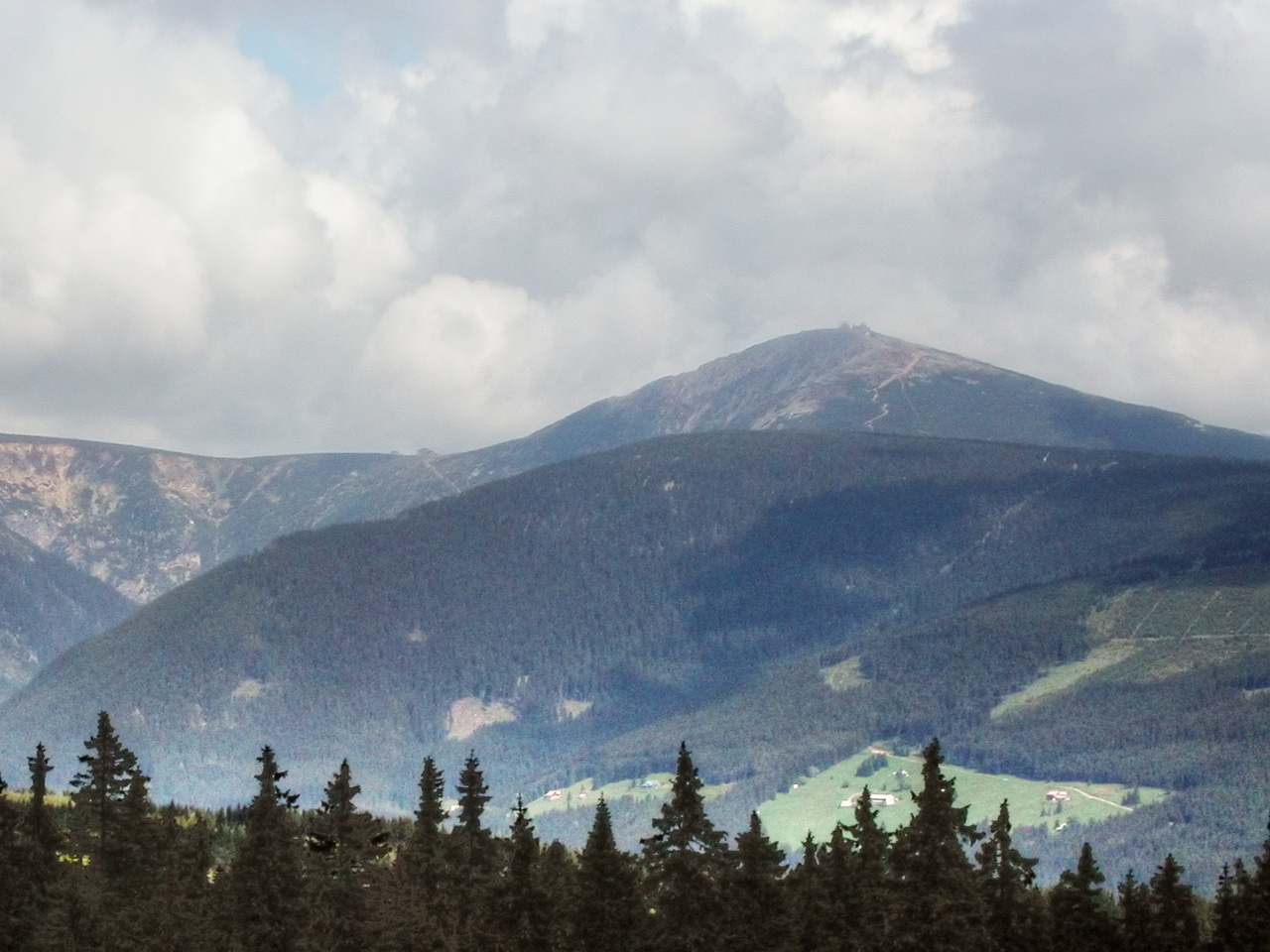
Parque nacional Krkonoše

Según la IUCN, en 2015 había en la República Checa 3899 zonas protegidas, el 22,17 por ciento del territorio del país, unos 17.273 km2 sobre el total de 77.917 km2. De estas áreas, 4 son parques nacionales, 26 son áreas paisajísticas protegidas, 1589 son monumentos naturales, otros 126 son monumentos naturales nacionales, 818 son reservas naturales, 110 son reservas naturales nacionales y 52 son áreas protegidas por tratado. Como áreas de designación internacional figuran 14 sitios Ramsar y 6 reservas de la biosfera de la Unesco. Además, como áreas de designación regional figuran 90 sitios de importancia comunitaria, 1023 áreas especiales de conservación y 41 áreas de protección especial para las aves.

### Parques nacionales
- Parque nacional Krkonoše
- Parque nacional Podyjí
- Parque nacional Šumava
- Suiza bohemia (Parque nacional České Švýcarsko)

### Reservas de la biosfera de la Unesco
- Área paisajística protegida de Křivoklátsko[3]
- Parque nacional Krkonoše[4]Reserva transfronteriza de la biosfera de Krkonoše/Karkonosze[5]
- Parque nacional Šumava[6]
- Bajo Morava[7]
- Cárpatos Blancos[8]
- Cuenca de Trebon[9]